# Incendiary
Incendiary és un grup de música estatunidenc de hardcore punk originari de Long Island.

## Membres
- Brendan Garrone (veu)
- Matt McNally (baix)
- Rob Nobile (guitarra)
- Brian Audley (guitarra)
- Dan Lomeli (bateria)

## Discografia

### Àlbums d'estudi
- Crusade (Eternal Hope Records, 2009)[2]
- Cost of Living (Closed Casket Activities, 2013)[3][4]
- Thousand Mile Stare (Closed Casket Activities, 2017)[5][6][7]

### EP i compartits
- Amongst the Filth (2008)[8]
- Incendiary/Suburban Scum (2010)
- Incendiary/Unrestrained (2011)
- Incendiary/Xibalba (2012)